# Pierre Oriola
Pierre David Oriola Garriga (Tàrrega, 25 de setembro de 1992) é um basquetebolista profissional espanhol que atualmente joga pelo FC Barcelona Lassa. O atleta possui 2,08m de altura e joga na posição ala-pivô-pivô.